# Ouroubé Douddé
Ouroubé Douddé est une commune rurale du Mali, dans l'arrondissement de Sendégué, cercle et la région de Mopti.

## Villages
La commune compte 9 localités relevées lors du recensement général de 2009. 
Les villages le plus peuplés sont :
- Sendégué (4 754 habitants)
- Tonomina (1 885 habitants)
- Bokoré (1 683 habitants)